# マイティフロッグ
マイティフロッグは、1983年12月から日本で田宮模型（現・タミヤ）が販売していた1/10スケールの電動RCバギー。発売当時のキット価格は14,800円。日本以外での名称はThe FROGである。

## 概要
1983年、田宮模型は樹脂製スペースフレームを使用した新設計のオフロードシャーシを、スバルブラット、ランチアラリーに採用した。マイティフロッグは、同じシャーシを使用した3番目の車種として発売された。ベースとなるシャーシは同じであったが、モータはRS-380からRS-540に大型化され、デファレンシャルギアとリアサスのオイルダンパーも追加されるなど、各部が強化された本格的レーシングバギーであった。アルミダイカストパーツを多用したバギーチャンプ系から一転し、ABS樹脂を多用することで、車両重量は大幅に軽減された。また、アルミ板プレス部品を使用したフロントサスペンションなど、実車の構造を再現するのではなく、レーシングバギーとして実用を重視した構造を採用していた。これらの設計によりレースでも活躍し、販売面でもヒットモデルとなった。
2005年12月、小変更が加わり再発売された。当初は同時期に再発売されたサンダーショットやトップフォースなどと同様に限定生産の予定だったが、反響が良かったためカタログモデルとなった。

### 略歴
- 1983年12月 オリジナル版販売開始（4 - 5年後に販売終了）
- 2005年12月 復刻版販売開始
- 2006年4月 タムテックギア版マイティフロッグ発売
- 2007年11月 タカラトミーからQステアとして発売
- 2014年3月：ネオ マイティフロッグが発売された[1]

## メカニズム
- 全長400 mm
- 全幅230 mm
- 全高150 mm
- ホイールベース248 mm
- 全備重量 1,700 g（コントロール装置、バッテリーを含む）
- シャシ：ABS樹脂製トラス構造スペースフレームタイプ
- フロントサスペンション：トルクロッド付きダブルウィッシュボーン式独立懸架、コイルスプリング＋ピストン直動インボード式フリクションダンパー
- リヤサスペンション：トレーリングアーム式独立懸架、オイルダンバー（コイルオーバー）
- フロントタイヤ：中空ラバー、直線グルービング
- リアタイヤ：中空ラバー、空気抜き孔あり、パターンはピンスパイク
- 駆動方式：RWD
- モーター：付属マブチ540をミッドシップ、ギアボックス右側に搭載
- デファレンシャルギア：ベベルギア
- Uジョイント：六角形状（復刻モデルはドッグボーン軸、カップジョイント）、ダストブーツ付き
- ギアレシオ：1:6.7、1:7.3、1:8.5 （ギアの交換で3段階に設定可）
- 搭載バッテリー（別売り）：田宮の6V、7.2V（ラクダ）、他社の7.2Vを横置きで積載
- ボディ：ポリカーボネート、3箇所固定
- アンテナ：ピアノ線（スチール）2本
- 販売価格：14,800円（新発売当時）・16,800円（2005年復刻モデル）

## 性能

### 走行性能
ギア比が6.7：1（3種類のギヤ比を選択可）と、かなりのハイギヤセッティングが可能だったため、べらぼうな速度で走行可能なバギーカーであった。レースにおいても他を圧倒する活躍を見せていたという。しかし、フロントサスペンションがウィッシュボーンとはいえ、小型だった上に摩擦によるダンピングであったことや、リアもトレーリングアームだったとはいえ取り付け部が大型のため作動も悪く、その走りはまるでカエルそのもののようにヒョコヒョコしていた。フロントタイヤのアッカーマン変化も酷く、ステアリングを切るとイン側タイヤのロッドが引っ張られすぎてかなり舵角が付いてしまい、抵抗となって走行場所によっては急に挙動が変化しがちでコントロールが難しい車両であった。
設計者である滝博士のインタビュー記事や、『月刊コロコロコミック』で連載されていた漫画「ラジコンボーイ」内のネタが元になり「転倒・横転しても2本のスチールアンテナの反発力で起きあがる」といったことが当時の子供達の間で囁かれたが、実際にはひっくり返ったままになる確率がやや下がる程度であった。

### 耐久性能
開発者である滝文人は、「実際に階段から落としてみてテストした」と語るほど頑丈さに力を入れて開発したそうであるが、実際にはそうでもなかった。ジャンプで車体姿勢が前のめりに着地した場合にフロントバンパーをマウントする部分が折損したり（FRP製の楕円形板で強化していたが、バンパーを締結する3本のうち真ん中の1本のみの補強であった）、サスペンションアームを保持するマウントがアルミ合金板プレス整形であったため、斜めに落ちてしまうとトルクロッドが付いていたとはいえ荷重に負けて捻挫してしまうこともあった。さらに厄介なことにバンパーや足回りを損傷するとメインフレームにまで被害が及ぶこともあり、一度のクラッシュで修復不可能なほど大破することもあった。その意味で当時の少年達には車両の管理、長期に渡る維持をするには厳しい車両でもあった。
後輪のドライブシャフトには、ナットのような6角形状のシャフトを採用していた。シャフトの保護は蛇腹形状のゴムブーツを被せタイラップで止めることにより防塵性を確保していたが、メンテナンスを忘れたり、被せるゴム製ダストブーツが破損したまま走行を続けてしまった場合、角が磨り減って空転してしまい走行不能になる車も多かった。これにより、後のビッグフット車や再発売は一般的なドッグボーン軸とカップジョイントに改良された。（再発売モデルにもダストブーツは付属する）
又、リアアームホルダーがステンレス製でアームはプラスチック製の為　長期使用するとアームが摩耗して遊びが大きくなりドライブシャフトが抜ける事案が発生した。
加えて前輪を保持するアルミ鋳造のナックルを支持するコの字型ハブも歯付ワッシャーを介しアルミマウントにロックボルトで締結していたため、これがズレて旋回性能に影響が出ることもあった。
続いて、今の所少数ではあるものの、再発売モデルのアルミ鋳造ナックルに圧入されているホイールシャフトが旋回中に突然ホイールごと抜け落ちる、というトラブルも報告されている。

### 整備性能
トラス構造のフレームであったため開口部が多く、砂が溜まりにくかったので簡単なメンテナンスはそれまでのバギーカーより楽なほうであったが、後部ギアボックス周辺はボルト類が多く整備性は少々悪かった。
バッテリーの交換は底面の扉を開けるだけで容易に交換が可能であった。ただし、バッテリーが剥き出しであるため石の多いコースを走るとバッテリーの外装が傷んだ。
リヤのダンパーは完全密閉。アルミ製のケースはヒートシンクのような加工があり、よく指が切れる。標準のRS-540よりも長いモーターに交換すると、リアサスがストロークした際にモータのエンドベルとリヤタイヤのスパイクが干渉することがある。

## 備考
- ダートバーナーズ、ユージプロダクト等からオプションパーツが多数リリースされていた。
- グラスホッパーの設計の際にはベースモデルとなった。

## 姉妹車
以下のモデルは全て同型のシャーシ使用している。それらで使われている数種類の色違いのフレームを利用してドレスアップすることが出来た。なお、現在発売中のブラックフット エクストリームはワイルドダガーのシャーシを利用したモデルで全く別のものとなっている。
- スバルブラット（2007年再発売・シャーシはフロッグ再発売モデルと同仕様＆ポリカーボネート製ボディを追加）
- ランチアラリー
- ブラックフット系ビッグタイヤモデル
  - ブラックフット
  - モンスター・ビートル
  - マッドブラスター（ボディはスバルブラット）
  - ブッシュデビル
  - スーパーブラックフット
  - キングブラックフット